# Аграфы

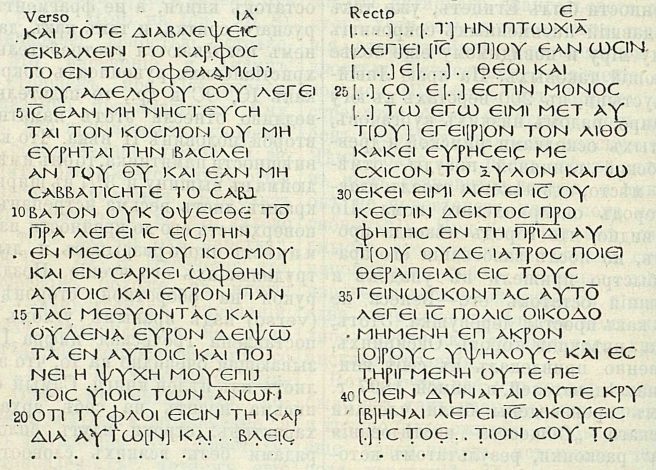
Иллюстрация из «ПБЭ»:
«Транскрипция обеих страниц новооткрытого памятника в наиболее вероятном чтении».
Подстрочный русский перевод сделанный в Православной богословской энциклопедии:
1. … и тогда ты увидишь, как вынуть сучок, который в глазе брата твоего.
2 … Иисус говорит: если вы не будете поститься для мира, то не обрящете царства Божия; и если вы не будете соблюдать субботы, то не увидите Отца.
3 … Иисус говорит: Я стоял среди мира, и в плоти был виден ими, и нашёл, что все пьяны, и никого не нашёл Я жаждущим среди них, и скорбит душа Моя о сынах человеческих, ибо они слепы в сердце своём.
4 … бедность.
5 … Иисус говорит: если где будут …. есть один; то Я с ним. Подними камень, и там ты найдёшь Меня; расколи дерево, и там Я.
6 … Иисус говорит: не приемлется пророк в отечестве своём, и врач не совершает исцелений для знающих его.
7 … Иисус говорит: город, построенный на высокой горе и укреплённый, не может ни пасть, ни укрыться.
8 … Иисус говорит: слышишь в ….. твое.

Агра́фы, или Агра́фа (от греч. ἄγραφα — «незаписанные») — изречения, приписываемые Иисусу Христу и не записанные в четырёх канонических Евангелиях, передаваемые устно, либо записанные в частично дошедших до нас апокрифических Евангелиях, либо записанные в доканонических источниках. Аграфы представляют большую ценность для исследователей Нового Завета как источники, в которых, возможно, сохранилось несколько подлинных изречений Иисуса Христа. Также они помогают понять, как развивалась христианская традиция.
Источниками аграфы являются:
- новозаветные сочинения, за исключением Евангелий;
- вариантные чтения и дополнения (интерполяция) в рукописях Евангелий;
- цитаты из Отцов Церкви и другой раннехристианской литературы.

## История
Первое систематическое изложение и изучение аграфов было проведено в XVIII веке Йоханом Готтфридом Кёрнером, придумавшим собственно и сам термин. На выбор термина повлияла концепция, согласно которой первоначальные изречения (логии) Иисуса, не вошедшие в Евангелия, сохранялись в устной традиции ранней Церкви и лишь потом были записаны. В изданном на латыни в 1776 году сочинении «Незаписанные изречения Христовы» (лат. «De sermonibus Christi agraphois») Йохан исследовал 16 аграфов. Впоследствии значительных успехов в изучении подобных речений достигли учёные Реш и Нестле. Причём первый из них по признаку несомненной подлинности отобрал 14 аграфов, а второй — 27. Среди отечественных богословов изъяснением не записанных в Евангелиях изречений Иисуса Христа занимался профессор А. П. Лопухин. Из позднейших исследований интересна работа епископа Михаила (Чуба) — «Аграфы в творениях св. священномученика Мефодия». Некоторые учёные в число аграфов включали, помимо изречений Христа, отрывки из апокрифических, но не еретических Евангелий. Так, профессор Михаил Таубе описал 71 аграф. Ввиду сомнительности некоторых источников определённо установить число аграфов невозможно.

## Примеры аграфов
Известные в настоящее время аграфы были записаны на греческом, латинском, сирийском, коптском, арабском и славянском языках. На славянском языке сохранились аграфы, содержащиеся в трудах святого священномученика Мефодия Патарского († 311).
Примеры наиболее известных аграф из Нового Завета: Деян. 20:35, 1Кор. 7:10, 1Кор. 9:14, 1Фес. 4:15–17.
Признаками подлинности того или иного изречения Христа являются:
- древность и неповреждённость источника, содержащего изречение;
- соответствие аграфов духу евангельских слов Спасителя;
- конструктивная согласованность и схожесть с обычными евангельскими оборотами речи.

Все достоверные не записанные в канонические Евангелия слова Господа по источникам можно разделить на четыре группы, в которые войдут аграфы:
1. содержащиеся в книгах Нового Завета, помимо Четвероевангелия;
2. сохранившиеся в неканонических евангелиях и не имеющие еретических искажений;
3. записанные в творениях отцов и учителей Древней Церкви и в древних литургических памятниках;
4. найденные в новооткрытых памятниках древнехристианской письменности.

### Новозаветные аграфы
Наиболее авторитетна первая группа аграфов. Классическим примером аграфов, содержащимся в Новозаветном каноне, является изречение из прощальной беседы апостола Павла с ефесскими пресвитерами: «Блаженнее давать, нежели принимать» (Деян. 20:35). Его нет в Евангелиях, но апостол Павел прямо указывает на его принадлежность Иисусу Христу. В посланиях апостола Павла имеется целый ряд мест, которые согласно утверждениям самого апостола суть высказывания Спасителя. Апостол Иаков пишет: «Не клянитесь ни небом, ни землёю, и никакою… клятвой». Нагорная проповедь даёт основание предполагать, что апостол Иаков цитирует слова Христа. По утверждению Оригена заповеди из 1Фес. 5:21–22 и Еф. 4:26 принадлежат самому Христу. Сирийская «Дидаскалия», памятник церковной письменности III века, определяет слова из 1Пет. 4:8. Отсюда можно сделать весьма допустимый вывод, что и многие другие глубокие и лаконичные заповеди апостола, как, например: 1Фес. 4:16–17,19 принадлежат Самому Божественному Учителю. По мнению Дидима (конец IV в.) и Епифания († 403), слова апостола Петра принадлежат Христу. В Откровении есть слова, сказанные от первого лица: «Се иду, как тать», предвозвещающие великий день Второго Пришествия Христа. Епифаний считает Христовым и другое известное выражение из Апокалипсиса: «Се, стою у двери и стучу». Священный авторитет вышеприведённых аграфов непререкаем, так как Церковь утвердила равноценность всех книг Новозаветного канона.

### Аграфы неканонических евангелий
Ко второй группе аграфов относят изречения Иисуса Христа, сохранившиеся в апокрифических, но не еретических Евангелиях, таких, как, например, «Евангелие от евреев», «Евангелие от египтян» или «Евангелие 12 апостолов»[уточнить], бесспорно восходящих к глубокой древности. Возможно, что некоторые из этих последних Евангелий имел в виду евангелист Лука в первых стихах своего Благовествования (Лк. 1:1–2). К этой группе можно отнести аграфы из Евангелия от евреев, в частности, приведённую блаженным Иеронимом: «Кто огорчевает дух брата своего, повинен в величайшем грехе». Сюда же относится текст, имеющийся в так называемом Кодексе Безы (Кембриджском), не вошедшем в Четвероевангелие. В поучении о выборе места на брачной вечери, кроме известных слов, приводимых евангелистом Лукой, содержатся следующие слова Христа: «Вы же старайтесь возрастать из малого, а из большего делаться меньшим». Это выражение есть также в италийском переводе Нового Завета — одном из древнейших (II в.).

### Аграфы, записанные отцами Церкви
К третьему типу аграфов относятся слова Христа, приведённые в «Апостольских постановлениях»: «Го́ре имеющим и лицемерно (ещё) берущим или могущим сами себе помочь и желающим брать у других; ибо каждый даст ответ Господу Богу в день суда». Аналогичное выражение содержится в «Учении двенадцати апостолов». В «Разговоре с Трифоном» мы находим следующее изречение Христа: «В чём Я найду вас, в том и буду судить вас». Внутреннее единство этого выражения с притчей Спасителя о десяти девах очевидно. Ориген и Дидим приводят следующее изречение Господа: «Кто близ Меня, тот близ огня; кто далеко от Меня, тот далеко от царства».
Из литургических текстов древней Церкви особенно интересными представляются слова «Душе истины… прииди и вселися в ны и очисти ны…» молитвы «Царю Небесный». Эти слова составляли часть древнейшей молитвы, которая читалась христианами при Крещении. По преданию, словам этой молитвы Иисус Христос научил Своих учеников, как и словам молитвы Господней.

### Аграфы новооткрытых источников
Особую группу аграфов составляют изречения, содержащиеся в новооткрытых памятниках древнехристианской письменности, ибо они ещё нуждаются в подробных исследованиях. В 1897 г. в Египте английскими учёными Гренфелем и Хэнтом был открыт документ, получивший название «Ло́гиа Иису́» («Изречения Иисуса»). Находка представляла собой листок папируса, означенный номером 11, бывший частью неизвестного кодекса, содержащего некомментированные изречения Иисуса Христа на греческом языке. Каждое изречение начиналось словами: «Иисус говорит». Издатели отнесли найденный папирус ко II веку. В этом фрагменте — восемь изречений, два из которых не восстановлены, три — являются перефразировкой евангельских изречений и три представляют собой неизвестные слова Христа (№ 2, 3, 5). Особенно своеобразно звучит вторая половина пятого изречения: «Я не в домах из дерева и камня. Расколи кусок дерева — и Я буду там, подними камень — и там найдёшь Меня». Здесь содержится обещание Божественного присутствия в каждый момент жизни истинно верующего.